# 射水市立小杉中学校
射水市立小杉中学校（いみずしりつ こすぎちゅうがっこう）は、富山県射水市戸破にある公立中学校。
部活動が盛んですべての生徒が後述のいずれかの部に入って活動している。

## 沿革

### 歴史
- 1947年4月1日 - 一町四ヵ村（小杉町・黒河村・大江村・老田村・池多村）の組合立で創立
- 1949年4月1日 - 老田分校脱退一町三ヶ村組合立となる。
- 1952年
  - 2月2日 - 校歌制定
  - 3月20日 - 校旗制定
  - 5月23日 - 旧校舎前館竣工
- 1954年4月1日 - 旧校舎後館竣工
- 1956年
  - 10月23日 - 第一体育館竣工
  - 1月20日 - 学校給食開設
- 1959年4月1日 - 校名を小杉町立小杉中学校と改称
- 1961年4月10日 - 下村一部生徒を委託受入
- 1962年2月1日 - 講堂ステージ・旧音楽室竣工
- 1969年10月7日 - 第二体育館（格技館）竣工
- 1979年12月1日 - 現校舎竣工
- 1980年10月17日 - グラウンド竣工
- 1984年4月1日 - 小杉南中学校と分離
- 1989年3月 - コンピュータ設置
- 1996年8月17日 - 創立50周年記念式典
- 1999年10月29日 - 屋内運動場・体育館竣工
- 2002年7月22日 - 第2コンピュータ室整備
- 2004年5月7日 - グラウンド改修工事､防球ネット張り替拡張工事竣工
- 2005年11月1日 - 市町村合併により、射水市立小杉中学校と改称

### 受賞・表彰
- 1962年 学校給食優良校文部大臣賞
- 1988年 県中学総合選手権大会スポーツ優秀校
- 1989年 富山県優良学校表彰
- 1991年・1996年・1997年 県中学校総合選手権大会スポーツ準優秀校
- 2000年 文部省読書活動優秀実践校

## 目標
- 学校教育目標
  - ｢独立－創造、友愛－連帯をめざす心豊かな生徒の育成｣

- 目指す生徒像
  - 他を思いやり共に高め合う生徒
  - 自ら学び問い続ける生徒
  - 心身共にたくましく実践力のある生徒

## 行事
- 4月 - 退任式・新任式・始業式・入学式
- 5月 - 1学年宿泊学習・3学年修学旅行・中間考査
- 6月 - 期末考査
- 7月 - 終業式
- 9月 - 始業式・運動会・2学年14歳の挑戦
- 10月 - 校内写生大会・中間考査・文化活動発表会・芸術鑑賞会
- 11月 - 期末考査
- 12月 - 保護者会・終業式
- 1月 - 始業式･書写大会
- 2月 - 入学説明会・3年生保護者会・期末考査
- 3月 - 卒業式・修了式

## 部活動
運動部
- 野球部
- サッカー部
- ハンドボール部
- バスケットボール部（男・女）
- バレーボール部（男・女）
- 卓球部（男・女）
- ソフトテニス部（男・女）
- 陸上部（男・女）
- 柔道部
- 剣道部（男・女）
- かつては水泳部も存在したが、プールが老朽化して使えなくなったために廃部となった。

文化部
- 吹奏楽部
- 合唱部
- 化学部
- 家庭部
- 美術部
- 放送部

## 通学区域
水上、水源町、上新町、諏訪町、新富町、白銀町、錦町、一番町、初音町、本中町、常盤町、田町、高寺、愛宕、新三ケ、西町、夢美野、住吉町、伊勢領1～伊勢領4区、中町、茶屋町、荒町、新町、高穂町、中央通り一丁目～中央通り三丁目、若葉町、昭和通り、木舟町、乗舟町、西楠町、神川町、鍛冶屋橋、末永町、北手崎、手崎、江上、針原、宝町、元町、若宮町、南通り、栄町、さくら町、新栄町、平成町、いぶき野町、五歩一、大白、二ノ井、赤田、下条新、一条東、大江、鷲塚、小杉白石、西高木、稲積、太閤町、太閤山一丁目、千成ケ丘第1、千成ケ丘第3・4、雇用促進住宅、太閤山三丁目～太閤山九丁目、駅南通り一丁目、千成ケ丘第6、千成ケ丘第7、加茂東部、加茂中部、下村三箇、山屋、白石、摺出寺、八講、倉垣小杉、一条西

## 交通アクセス
- 最寄駅：あいの風とやま鉄道線 小杉駅より徒歩約15分

## 著名な卒業生
- 田知本愛（柔道家）
- 田知本遥（柔道家）
- 海老泰博（柔道家）
- 浅野大輔（柔道家）